# 삼성을 생각한다
《삼성을 생각한다》는 김용철 변호사의 저서로 삼성 비자금 관련 폭로의 뒷이야기를 다룬 책이다. 2010년 2월 첫째주부터 Yes24와 알라딘의  주간 종합 판매순위 1위에 올랐다. 출판사는 사회평론이다. 이 책은 특히 언론사들이 광고를 거부해 화제를 더 많이 끌어모았다. 인터넷 언론들은 이 책이 광고를 하지도 못하고 있는 현실에 대한 기사들을 쏟아내었고 이로 인해 광고도 없이 베스트셀러에 오르는 기이한 현상이 벌어지기도 했다.

## 주요내용
"삼성 비자금 폭로 사건의 관련된 이야기들을 주로 다루고 있다. 또한 삼성 그룹의 회장 비서실에 입사하여 7년간 재무팀과 법무팀에 근무하며 보았던 삼성의 경영마인드"와 그 "비하인드",경영비리들과 비자금, 정치 로비에 대한 금기시 되어왔던 숨겨진 내막들을 기록하였다. 추가로 자신이 검사생활을 할 당시에 있었던 사건들과 삼성과 한국 사회를 위한 제언도 포함되어 있다.

## 언론의 반응
뉴욕타임즈는 이 책이 큰 광고없이 12만부 판매되었고, 한국 사회를 이 문제에 관하여 둘로 갈라 놓았다고 보도하였다.

## 후속편
2010년 6월, 삼성을 생각한다의 후속편이 발매되었다. 후속편은 출판사 '사회평론'의 편집부가 엮었으며, 전작 발매 과정에서 벌어졌던 언론들의 광고 거부사태와, 베스트셀러에 오르기까지의 과정, 이 책에 대한 삼성 관계자들과, 각계 인사들의 반응, 그리고 우리 사회에서 삼성의 영향력 등을 그렸다.

## 같이 보기
- 삼성그룹
- 삼성 비자금 관련 폭로

## 관련 서적
- 《삼성을 생각한다 2》사회평론, 2010년 7월, ISBN 9788964350997